# Districte de Taraclia
El districte de Taraclia (en romanès Raionul Taraclia, en búlgar 'Тараклийски уезд, Tarakliski uezd o Тараклийски район, Tarakliski raion) és una de les divisions administratives de la República de Moldàvia. La capital és Taraclia. Té una extensió d'1,022 km². L'u de gener de 2005, la població era de 43.600 habitants, d'ells el 66% són búlgars.